# Brachycarpaea
Brachycarpaea es un género botánico  de plantas fanerógamas, pertenecientes a la familia Brassicaceae. Su única especie: Brachycarpaea juncea, es originaria de Sudáfrica.

## Descripción
Es un pequeño arbusto perennifolio que alcanza un tamaño de 0.25 - 1 m de altura y se encuentra a una altitud de 50 - 1700 metros en Sudáfrica.

## Taxonomía
Brachycarpaea juncea fue descrita por Wessel Marais y publicado en Bothalia ix. 112 (1966).
Sinonimia
- Brachycarpaea flava Druce
- Brachycarpaea varians var. purpurascens DC.[3]
- Cleome juncea P. J. Bergius
- Heliophila juncea (P. J. Bergius) Druce (1917)
- Brachycarpaea laxa (Thunb.) Sond.
- Cleome laxa Thunb. (1800)
- Heliophila flava L. f. (1782)
- Brachycarpaea laxa var. stricta Sond.
- Brachycarpaea linifolia Eckl. & Zeyh. (1835)
- Brachycarpaea polygaloides Eckl. & Zeyh. (1835)
- Brachycarpaea varians DC. (1821)[1]